# Anhelli
Anhelli – poemat Juliusza Słowackiego będący pesymistyczną prognozą przyszłości polskiej emigracji i jej walki o niepodległość Polski. Utwór uznaje się za poetycką replikę na Księgi narodu polskiego i pielgrzymstwa polskiego Adama Mickiewicza, do których nawiązuje stylizacją na prozę biblijną.
Poemat został napisany wiosną 1837 r. w ormiańskim klasztorze zwanym „Betcheszban” (tzn. „dom wśród drzew”) w górach Libanu. Poeta pisał go „(...) pełen tych uczuć i myśli, jakie wzbudziła w nim świeżo Ziemia Święta i noc przy Chrystusowym grobie (...)”.
Utwór został ostatecznie zredagowany we Florencji, a wydany w 1838 w Paryżu, w Księgarni i Drukarni Polskiej przy ul. Marais Saint-Germain nr 17 bis. Druk na 108 stronach formatu 8° wykonała drukarnia Bourgogne et Martinet. Słowacki zadedykował swe dzieło Stefanowi Hołyńskiemu (w oryginale: „Stefanowi H. na pamiątkę spotkania się w Ziemi Świętej i pod górami Libanu”).

## Treść utworu
Głównym wątkiem fabularnym tego poematu jest wędrówka, którą odbywa tytułowy bohater, młodzieniec o imieniu Anhelli, wraz ze swym przewodnikiem po krainie Sybiru – Szamanem. 
Syberia staje się tutaj „białym piekłem” polskich zesłańców, miejscem fizycznej kaźni i duchowego upadku. Bohaterowie przemierzają sybirską krainę od pustyni poprzez cmentarzyska, lasy aż po mroczne kopalnie Sybiru. Wędrówka ich przypomina miejscami dantejską podróż po piekle, gdzie bohater wraz ze swym przewodnikiem Wergiliuszem przemierza kolejne kręgi piekielne, spotykając potępionych. Polscy zesłańcy wędrują przez bezludny i wrogi kraj niczym przez piekło; ciężko pracują w kopalniach, cierpią w łańcuchach i zimnych lochach; są bici, katowani i poniżani. Ich dzieci głodzi się i rusyfikuje (rosyjski pop rozdaje chleb i skłania ku prawosławiu).
Wędrówka Anhellego wraz z Szamanem rozpoczyna się pod domem wygnańca i tam też się miała zakończyć, jednak śmierć Szamana z rąk skłóconych mieszkańców domu sprawiła, że młodzieniec udać się musiał w kolejną podróż, na daleką pustynię północną, gdzie zamieszkał w chacie wykutej z lodu. Po śmierci Ellenai – pokutnicy i towarzyszki swego wygnania – Anhelli również kończy swój żywot i nie budzi się na wezwanie rycerza, jako ten, który był przeznaczony na ofiarę serca.
Ten zawierający mesjanistyczne przesłanie poemat nawiązuje do Mickiewiczowskich Ksiąg narodu polskiego. Daje obraz skłóconych, skazanych na zatracenie wygnańców ukazany w realiach Syberii, dotychczas kojarzonej z miejscem martyrologii polskich zesłańców. Dzieło stawia zatem pytania o to, czy jednostka, czy też całe pokolenie emigrantów jest w stanie zbawić naród.
Na podstawie tego utworu powstał poemat symfoniczny Ludomira Różyckiego pod tym samym tytułem.

## Galeria
|  |  |  |